# Морсбах
Мо́рсбах (нем. Morsbach) — община в Германии, в земле Северный Рейн-Вестфалия.
Подчиняется административному округу Кёльн. Входит в состав района Обербергиш. Население составляет 11 042 человека (на 31 декабря 2010 года). Занимает площадь 55,96 км².

## География

### Поселения
Вокруг центра коммуны разбросаны 66 небольших поселений сельского и хуторского типа, относящихся к её администрации:
Альцен, Амберг, Аппенхаген, Бергхаузен, Биркен, Бирцель, Битце, Бёкклинген, Брайтген, Бург Фольперхаузен, Валлерхаузен, Вендерсхаген, Виттерсхаген, Гербертсхаген, Зайфен, Зиденберг, Зользайфен, Катценбах, Кёмпель, Корзайфен, Лихтенберг, Лютцельзайфен, Ляй, Нидерасбах, Нидерварнсбах, Нидердорф, Нидерциленбах, Нойхёфхен, Оберасбах, Оберварнсбах, Оберхольпе, Оберциленбах, Ойгениенталь, Ойельслох, Ольмюле, Ортзайфен, Райнсхаген, Райн, Риттерзайфен, Розенгартен, Роззенбах, Рольсхаген, Ром, Флоккенберг, Фольперхаузен, Франкенталь, Хайде, Халле, Хан, Хеллерзайфен, Хёферхоф, Хольпе, Хюльстерт, Цинсхардт, Шлехтинген, Шпринге, Штаймельхаген, Штентенбах, Штокксхёе, Штрассерхоф, Штрикк, Эллинген, Эрблинген, Юберасбах, Юберхольц.

## Личности

### Родившиеся в коммуне
- Йохен Плате — немецкий дзюдоист, чемпион и призёр чемпионатов ФРГ, призёр чемпионатов Европы и мира.